# Ljudmila Wladimirowna Schischkina
Ljudmila Wladimirowna Schischkina (russisch Людмила Владимировна Шишкина; * 1. Juli 1990 in Ob, Oblast Nowosibirsk) ist eine russische Biathletin.
Ljudmila Schischkina trat international erstmals bei den Sommerbiathlon-Weltmeisterschaften 2011 in Nové Město na Moravě in Erscheinung. Im Sprintrennen platzierte sie sich mit einer fehlerfreien Leistung auf den fünften Platz, im auf dem Sprint basierenden Verfolgungsrennen wurde sie mit sechs Fehlern 12. Im Sprint war sie beste, im Verfolger zweitbeste Russin, kam aber nicht in der Goldstaffel zum Einsatz, weil das Staffelrennen vor den Einzelrennen ausgetragen wurde.